# المجاعة في إثيوبيا 1983–1985
أثرت على إثيوبيا مجاعة واسعة الانتشار بين عامي 1983 و1985، وكانت أسوأ مجاعة تضرب البلاد منذ قرن. خلّفت المجاعة 1.2 مليون وفاة، و400 ألف لاجئ هاجروا بلادهم، و2.5 مليون مشرد داخلي. تيتّم نحو 200 ألف طفل إثر المجاعة.
وفقًا لمنظمة هيومان رايتس ووتش، يُعزى سبب موت أكثر من نصف عدد الوفيات التي سببتها المجاعة إلى «انتهاكات حقوق الإنسان التي أدت إلى ظهور المجاعة في وقت مبكر، وتفاقم أثرها وتوسيع مداها بشكل أكبر مما ستكون عليه في الحالة الطبيعية». شهدت مناطق أخرى في إثيوبيا مجاعة لأسباب مشابهة، ما أدى إلى عشرات آلاف الوفيات الإضافية. وقعت المجاعة، ككل، بعد عقدٍ من اندلاع الحرب الأهلية الإثيوبية.
تعود أسباب المجاعة بين عامي 1983 و1985 إلى القحط والظواهر المناخية. لكن منظمة هيومن رايتس ووتش تدعي أن انتشار الجفاف حصل بعد بضعة أشهر فقط من بدء المجاعة. وفقًا للمنظمة، ومنظمة أوكسفام أيضًا، فالسبب الأكبر وراء بروز المجاعات التي ضربت إثيوبيا بين عامي 1961 و1985، وتحديدًا المجاعة بين عامي 1983 و1985، هو سياسات الحكومة –وبشكل خاص، مجموعة من استراتيجيات مكافحة التمرد الموجهة ضد مغاوير جبهة التحرير تيغراي– و«التحول الاجتماعي» في المناطق التي لم تشهد تمردات –أي تلك المناوئة لمجموعة تيغراي الإثنية التي تعيش في إقليم تيغراي وإقليم ولو.

## خلفية
استغلت الحكومة الدكتاتورية العسكرية في إثيوبيا (واسمها الديرغ باختصار)، تحت قيادة منغستو هيلا مريام، المجاعة بين عامي 1983 و1985 مدعية أنها سياسة حكومية (عبر تقنين التموين الغذائي) تهدف إلى مقاومة حركات التمرد (أي ضد جبهة تحرير تيغراي) وإحداث «تحوّل اجتماعي» في المناطق والأقاليم غير المتمردة (ضد شعب إقليمي تيغراي وولو). توفي نحو 1.2 مليون شخص في إثيوبيا جراء المجاعة بسبب السياسات الحكومية المنظمة التي تعمّدت تضخيم ومضاعفة تأثيرات المجاعة، وكان أغلب ضحايا المجاعة من إقليم تيغراي وولاية أمهرة وأجزاء شمالية أخرى من إثيوبيا.
قبل مجاعة 1983–1985، أدى عقدين كاملين من الحروب بين الجبهة الوطنية والصراعات الأخرى المناوئة للحكومة إلى حالة من الغليان في إقليم تيغراي (إثيوبيا) وإريتريا. كانت أبرز معالم القتال هي لجوء الجيش والقوات الجوية الإثيوبية إلى استخدام العنف العشوائي ضد المدنيين. قُتل أكثر من 150 ألف شخص باستثناء من توفي إثر المجاعة وإعادة التوطين.
يرتكز اقتصاد إثيوبيا على الزراعة، فتسهم الزراعة في أكثر من نصف الناتج المحلي الإجمالي، و60% من الصادرات و80% من معدل إجمالي العمالة في البلاد.
في عام 1973، أدت المجاعة في ولو إلى مقتل ما بين 400 ألف إلى 800 ألف شخص، غالبيتهم من شعوب مهمشة مثل الرعاة العفر والأورومو مستأجري الأراضي الزراعية، وهي مجموعات عانت من تفشي ظاهرة الاستيلاء على أراضيها على يد طبقات المجتمع الثرية وحكومة الإمبراطور هيلا سيلاسي. على الرغم من محاولات إسكات وإخفاء الأنباء المتعلقة بالمجاعة، أسهمت التقارير المسربة في تقليص شرعية الحكومة، وكانت بمثابة نقطة التقاء المعارضين الذين اشتكوا من الطبقات الثرية والحكومة الإثيوبية اللتان تجاهلتا المجاعة والضحايا الذين توفوا خلالها. ثم في عام 1974، انقلب مجموعة من الجنود الماركسيين، ويعرفون باسم الديرغ، على الإمبراطور هيلا سيلاسي. اعترف الديرغ بمجاعة ولو عبر إنشاء لجنة الإغاثة والإنعاش بهدف فحص أسباب المجاعة ومنع حدوثها مجددًا، ثم ألغى الديرغ في مارس 1975 نظام حيازة الأراضي الإقطاعية. تمتعت لجنة الإغاثة والإنعاش بمزيد من الاستقلال في عهد الديرغ مقارنة بالوزارات الأخرى، ويعود سبب ذلك بشكل كبير إلى العلاقات الوثيقة مع المتبرعين الأجانب وخبرة بعض موظفيها الكبار. نتيجة ذلك، بدأت التمردات بالانتشار في الأقاليم الإدارية ضمن البلاد.
بحلول أواخر العام 1976، انتشرت أعمال التمرد في كامل الولايات الـ14 للبلاد. يُطلق مصطلح عهد الإرهاب الأحمر على الفترة الواقعة بين عامي 1977 و1978، والتي بدأ خلالها الوضع الاقتصادي للبلاد بالتدهور الثابت، بالإضافة إلى السياسات الاستخراجية التي استهدفت المناطق الريفية. أُبطلت إصلاحات عام 1975، وأوكلت شركة التسويق الزراعي بمهمة استخلاص الطعام من فلاحي الأرياف بأسعار منخفضة بهدف استرضاء سكان المناطق الحضرية. فكان السعر الثابت والمنخفض جدًا للحبوب عاملًا مثبطًا لعملية الإنتاج، واضطر بعض الفلاحين إلى شراء الحبوب من السوق المفتوحة كي يتمكنوا من الوصول إلى الحصص التي فرضتها شركة التسويق الزراعي. طُلب من المواطنين في ولو، التي تعاني من القحط أساسًا، تقديم «ضريبة إعانة المجاعة» لصالح شركة التسويق الزراعي حتى عام 1984. فرض الديرغ أيضًا نظام أذونات السفر لتقييد الفلاحين ومنعهم من المشاركة في النشاطات غير الزراعية، كالتجارة الصغرى والعمالة المهاجرة على سبيل المثال، على الرغم من أن تلك النشاطات مكملٌ رئيس لمدخول المواطنين. على أي حال، أدى انهيار نظام مزارع الدولة، والذي كان مشغلًا ضخمًا للعمال الموسميين، إلى خسارة جزء كبير من دخل نحو 500 ألف مزارعٍ في شمال إثيوبيا. حُظر بيع الحبوب بالجملة في معظم أنحاء البلاد، ما أدى إلى انخفاض عدد تجار الحبوب إلى 4942 في العقد التالي للثورة، بعدما تراوح سابقًا بين 20 إلى 30 ألف تاجر.
تغيّرت طبيعة لجنة الإغاثة والإنعاش تزامنًا مع تزايد الطبيعة الاستبدادية للحكومة. فبعد تأسيسها على الفور، قدّم أعضاؤها التكنوقراطيون والمخضرمون تحليلات معتبرة عن المجاعة الإثيوبية، وتمكنت اللجنة من تنفيذ جهود الإغاثة بمهارة. لكن بحلول ثمانينيات العقد الماضي، قوض الديرغ مهمة اللجنة. بدأت لجنة الإغاثة والإنعاش عملها وفق مخطط حميد يهدف إلى خلق قوى عاملة ريفية ضمن المزارع الحكومية التي تعاني من البطالة، بالإضافة إلى مخططات الحكومة الزراعية. لكن مع تنامي التمرد المضاد، كُلّفت اللجنة بمهمة إنشاء برنامج قسري بهدف إعادة توطين القرويين في المزارع. كانت اللجنة الوسيط الذي يتعامل مع منظمات الإغاثة الدولية والحكومات الأجنبية التي تقدم التبرعات، فأعادت اللجنة توجيه الأغذية إلى الميليشيات الحكومية، في إريتريا وتيغراي بشكل خاص. شجعت اللجنة أيضًا الوكالات الدولية على إقامة برامج الإغاثة في الأقاليم التي تمتاز بفائض من إنتاج الحبوب، ما سمح لشركة التسويق الزراعي بجمع فائض الغذاء. أخيرًا، نفّذت لجنة الإغاثة والإنعاش حملة تضليل خلال المجاعة التي وقعت في ثمانينيات القرن الماضي، فصوّرت المجاعة على أنها النتيجة الوحيدة للجفاف والاكتظاظ السكاني، وحاولت إنكار أي وجود للصراع المسلح الجاري في تلك المناطق التي ضربتها المجاعة تحديدًا. ادعت اللجنة أيضًا أن المساعدات التي تقدمها، وتلك التي تمر عبرها من طرف شركائها الدوليين، تصل إلى كافة ضحايا المجاعة.

## المجاعة
شهدت 4 أقاليم إثيوبية –غوجام وهررغي وتيغراي وولو– هطولات مطرية منخفضة في منتصف ثمانينيات القرن الماضي. في الجنوب، حدثت ظاهرة منفصلة ومشابهة سببها استجابة الحكومة الإثيوبية لتمرد جبهة تحرير أورومو. في عام 1984، أعلن الرئيس منغستو هيلا مريام تخصيص 46% من الدخل القومي الإجمالي لصالح الإنفاق العسكري، فأوجد بذلك أكبر جيش قائم (مستعد للقتال) في أفريقيا جنوب الصحراء الكبرى، وانخفض التخصيص المقتطع من ميزانية الحكومة والموجه إلى قطاع الصحة من 6% بين عامي 1973 و1974 إلى 3% بحلول سنة 1990–1991.
قدرت الأمم المتحدة عدد الوفيات التي سببتها مجاعة 1983–1985 بـ1 مليون وفاة، لكن خبير المجاعات أليكس دي فال اعترض على هذا الرقم. في دراسة ضخمة، انتقد دي فال الأمم المتحدة بخصوص أرقام ضحايا المجاعة، متهمًا المنظمة بـ«التعجرف الواضح»، وادعى أن الرقم الذي قدمته الأمم المتحدة «لا يرتكز على أي أسس علمية»، وأن تلك الحقيقة تمثل «تسخيفًا للمعاناة البشرية وانتزاعًا للصفات الإنسانية منها». يقدر دي فال عدد ضحايا المجاعة بين 400 ألف إلى 500 ألف وفاة.